# Дорогомиловская (станция метро)
«Дорогоми́ловская» (также «Кутузовский проспект») — планируемая станция Московского метрополитена на Калининско-Солнцевской линии. Расположится под Кутузовским проспектом вблизи Новоарбатского моста в районе Дорогомилово (ЗАО).
9 декабря 2013 года на заседании Городской межведомственной комиссии по наименованию территориальных единиц, улиц, станций метрополитена, организаций и других объектов города Москвы было принято решение о присвоении станции метро наименования «Дорогомиловская» и о подготовке соответствующего проекта Постановления Правительства Москвы.
Согласно Адресной инвестиционной программе города Москвы, станция входила в перечень объектов строительства до 2023 года. Несмотря на это, в начале 2018 года участок «Деловой центр» — «Третьяковская» полностью исчез из планов по строительству метрополитена и вскоре был отложен на неопределённый срок. Однако в дальнейшем стало известно, что центральный участок всё-таки будет построен.

## Строительство
В августе 2017 года сообщалось о том, что строительные работы на центральном участке Калининско-Солнцевской линии, включающем в себя станцию «Дорогомиловская», предполагается начать в 2021—2022 годах, после того, как замкнётся Большая кольцевая линия.
В 2018 году была закрыта станция метро «Деловой центр» Солнцевской линии. В период закрытия планируется построить пошёрстный съезд за станцией для организации оборота составов по стандартной схеме. Проходка тоннелей будет осуществляться до «Дорогомиловской». В декабре 2017 года была объявлена закупка на строительство в 2018 году перегонных тоннелей между станциями «Деловой центр» и «Дорогомиловская». Тем не менее, стройплощадка на Украинском бульваре остаётся законсервированной.
13 марта 2019 года в интервью телеканалу ТВЦ мэр Москвы Сергей Собянин заявил, что соединение Калининского и Солнцевского радиусов не планируется, однако позднее стало известно, что к обсуждению проекта станций вернутся после 2023 года. На проект объединения двух участков успели потратить 6,3 миллиарда рублей.
18 февраля 2020 года власти вернулись к проекту соединения Калининско-Солнцевской линии. Заместитель мэра по Градостроительной политике Андрей Бочкарёв заявил, что сейчас изучаются возможности соединения Калининского и Солнцевского радиусов и о проблемах строительства в местах повышенной сложности из-за нестабильного грунта и плотной исторической застройки на поверхности. Он сказал, что центральный участок будет строиться и что тоннелепроходческий комплекс завершит свою работу на «Третьяковской», однако даты начала и конца строительства не уточнил.

## Архитектура и оформление
Станцию предполагается построить по типовому проекту. Цветовая гамма — золотисто-чёрная.

## Расположение и вестибюли
Согласно информации с официального сайта АО «Метрогипротранс», станция будет расположена под Кутузовским проспектом вблизи Новоарбатского моста через Москву-реку и иметь подземные вестибюли с выходом к набережной Тараса Шевченко и под Украинским бульваром с выходами по обе стороны Кутузовского проспекта. На станции запланирован один подземный вестибюль. Согласно распоряжению, опубликованному на сайте департамента земельных ресурсов, вестибюль станции будет находиться рядом с  гостиницей «Украина» (Кутузовский проспект, д. 2).

## Пересадки
Изначально с «Дорогомиловской» планировалось построить пересадку на планировавшуюся станцию метро Кольцевой линии «Российская», однако в конечном счёте от строительства этой станции отказались ввиду сложности, долговременности и дороговизны.